# 丁進 (南宋)
丁进，（？—1129年），寿春（治下蔡，今安徽省凤台县）人，南宋初期军事人物。

## 生平
宋高宗建炎元年（1127年）高宗赵构自南京（今河南省商丘市南）迁都扬州（今江苏省扬州市）。在陈通、张遇起兵叛乱之后，丁进违罪逃还乡里，在苏村（今河南省开封市东南）聚众数万，都面刺六点或入火二字，自称丁一箭，起兵反宋。十一月，丁进率众围攻寿春，守臣康允之用赏银帛激励将士死守。丁进围城二十五天不能克，引兵而退。东京留守宗泽将他招纳，任命丁进为京城四壁外巡，于是引所部屯駐东京。
建炎二年（1128年）七月，宗泽病卒后，丁进复叛。九月，率众攻淮西。高宗命御营右军副统制刘正彦与刘晏率三千精兵征讨。十月，刘正彦率军会合八百骑兵至淮西，见丁进兵众势大，于是先声后实、以奇破敌，采纳刘晏之计，改易旗帜为疑兵，令軍制做五色旗，派兵持旗沿山路往复而走，一色走完，再改一色。丁进见官军旗色不同，连日不绝，于是罢战请降，部众分隶诸军。建炎三年（1129年）二月，丁进请率所部回到江北，想要与金人血战。朝廷以為丁進想再次叛亂，於是御营都统制王渊从镇江府（治丹徒，今江苏省镇江市）派小校张青率五十骑兵诱斩丁进。